# Grande Prêmio da Grã-Bretanha
O Grande Prêmio da Grã-Bretanha é uma prova automobilística realizada no Reino Unido e disputada pela primeira vez em 1948.
O Grande Prêmio da Grã-Bretanha é hoje uma prova válida pelo calendário do Campeonato Mundial de Fórmula 1 da FIA, sendo atualmente disputado no Circuito de Silverstone, perto da cidade de Silverstone, em Northamptonshire. O Grande Prêmio britânico, ao lado do GP italiano, são as duas únicas corridas a figurar, ininterruptamente, em todas as temporadas do Campeonato Mundial de Fórmula 1, desde 1950.

## História
Há uma divergência quanto ao ano de surgimento do Grande Prêmio da Grã-Bretanha. Alguns apontam o ano de 1926, quando foi disputada, em Brooklands, a primeira corrida denominada "British Grand Prix", criada graças às vitórias obtidas pelo piloto britânico Henry Segrave, que havia triunfado no Grande Prêmio da França, em 1923, e no Grande Prêmio da Espanha, no ano seguinte, despertando o interesse de seus compatriotas pelo esporte a motor. Essa primeira corrida foi vencida pela equipe francesa de Louis Wagner e Robert Sénéchal, pilotando um Delage 155B. Em 1927, houve uma segunda e última edição dessa corrida de Brooklands, vencida pelo francês Robert Benoist, igualmente a bordo de um Delage 155B.
Desde então, não mais ocorreu, no Reino Unido, nenhuma outra corrida automobilística sob a denominação de "British Grand Prix", salvo após o fim da II Guerra Mundial, quando foi disputada, em Silverstone, no dia 2 de outubro de 1948, o chamado "I RAC British Grand Prix", considerado por outros como a verdadeira origem do Grande Prêmio britânico.
A partir de 1950, o GP da Grã-Bretanha passou a integrar o calendário da Fórmula 1, tendo sido a primeira corrida válida pelo Campeonato Mundial daquele ano. Entre 1955 e 1986, outras duas pistas alternaram com Silverstone o privilégio de sediar o GP britânico, sendo elas Aintree (mais conhecida pela disputa hípica) e Brands Hatch. A partir de 1987, Silverstone passou a abrigar a corrida com exclusividade.
Antes de ter passado por modificações, em 1991, a pista de Silverstone era uma das mais rápidas do calendário da Fórmula Um. Os pilotos adoravam o desafio proporcionado pelas excitantes e desafiadoras curvas Copse, Stowe e Club.
No traçado anterior do circuito, que havia perdurado de 1975 a 1985, o finlandês Keke Rosberg, campeão do mundo em 1982, marcou a pole position para o Grande Prêmio de 1985 com o tempo de 1'05.591 min., a uma velocidade média de 258,983 km/h (160,92 mph), estabelecendo um recorde que perdurou por 16 anos.
Por várias vezes, Silverstone produziu belas corridas, sobretudo aquelas vencidas pelos pilotos britânicos John Watson (1981), Nigel Mansell (1987, 1991, 1992), Damon Hill (1994), David Coulthard (1999, 2000) e Lewis Hamilton (2008, 2014, 2015, 2016, 2017, 2019 e 2020).
Contudo, a falta de acordo entre o proprietário de Silverstone, o Clube de Pilotos Britânicos de Corridas (BRDC - British Racing Drivers Club), e as autoridades da Fórmula 1, que divergiam quanto à implementação de melhorias no circuito e o pagamento da comissão para a permanência da prova no Campeonato Mundial, passou a colocar em xeque, a partir de 2003, o futuro do Grande Prêmio da Grã-Bretanha.
Em outubro de 2004 o Grande Prêmio foi deixado de fora do calendário provisório da Fórmula 1 para a temporada do ano seguinte, porque o BRDC recusava-se a pagar a comissão exigida por Bernie Ecclestone, dirigente-mor da categoria e, paradoxalmente, britânico. No entanto, após meses de negociação entre o BRDC, Ecclestone e as equipes de Fórmula 1, um acordo foi assinado para assegurar a permanência da etapa britânica no calendário, até o ano de 2009.
Tratava-se, porém, apenas de um acordo de médio prazo. Outro acordo maior persistia em negociações, bem mais difíceis, para garantir a persistência do GP britânico por mais tempo na categoria máxima do automobilismo mundial. Bernie Ecclestone, que já havia comparado a prova em Silverstone a uma "feira rural", assegurou que não atuaria com sentimentalismos e que o circuito teria de modernizar-se ou perderia o direito de integrar o calendário da Fórmula 1.
As exigências de Bernie Ecclestone eram basicamente duas: revitalização geral do autódromo, para ajustar-se aos elevados padrões de excelência da Fórmula 1 moderna, e o pagamento da comissão para que a corrida continuasse a integrar o calendário da categoria. O BRDC não se opunha à necessidade de melhoria de Silverstone, tendo chegado a anunciar, em 2008, um arrojado projeto de reformulação considerável do autódromo, o que parecia atender perfeitamente às exigências de Ecclestone. Mas a questão dos valores da comissão obstaculizou o progresso das negociações. O BRDC não conseguia encontrar um patrocinador que pudesse arcar com esse custo.
A certa altura, tanto Ecclestone como o BRDC passaram a defender que o Governo Britânico subsidiasse a permanência da corrida de Silverstone, mas não houve boa receptividade dessa ideia pelas autoridades britânicas. Ecclestone também chegou a cogitar que, se não se chegasse a um acordo com o BRDC, a prova poderia ser transferida para um circuito de rua na capital, Londres. Novamente as autoridades se pronunciaram contra a sugestão.
Depois de anos de infrutíferas negociações com o BRDC, Ecclestone tomou uma decisão surpreendente, anunciada pela FIA em 4 de julho de 2008, ano do aniversário de 60 anos da corrida: assinou contrato de dez anos com Simon Gillett e Lee Gill, que haviam adquirido Donington Park em princípios de 2007, circuito esse que acolhera a Fórmula 1 uma única vez, no hoje lendário Grande Prêmio da Europa de 1993, vencido de forma memorável por Ayrton Senna.
Com a assinatura do contrato, o circuito de Silverstone, famoso e emblemático para a Fórmula 1, abrigará o Grande Prêmio da Grã-Bretanha apenas até 2009, conforme já havia sido pactuado com o BRDC. De 2010 até 2019, a prova passará a ser disputada no circuito de Donington Park, que fica perto das cidades de Derby e Nottingham e que hoje enfrenta as mesmas deficiências de estrutura e de acesso de Silverstone. Isso, contudo, não foi obstáculo em razão do compromisso financeiro assumido pelos proprietários de Donington, que se obrigaram a implementar um caro plano de desenvolvimento do circuito, cujos gastos foram orçados em 100 milhões de libras, a serem investidos ao menos pelos próximos cinco anos.
Ainda que o fracasso das negociações entre Bernie Ecclestone e o BRDC tenha acarretado a terrível perda de Silverstone, o que sem dúvida representa um dano irreparável para os fãs das corridas de automóvel, pelo menos parece estar garantida, a longo prazo, a permanência do Grande Prêmio da Grã-Bretanha no calendário da Fórmula 1.
No entanto, como o BRDC declarou que os planos de reforma de Silverstone não serão abandonados e que a reforma de Donington, devido ao seu elevado custo, possa não concretizar-se, a imprensa britânica indagou a Bernie Ecclestone se a etapa poderia permanecer em Silverstone. Em resposta, o diretor-executivo da Fórmula 1 sentenciou, em tom ameaçador e definitivo: ou Donington consegue adequar-se para receber a Fórmula 1 em 2010, ou o Grande Prêmio da Grã-Bretanha será excluído da temporada e substituído por uma corrida em outro país.
O tempo, mais uma vez, dirá sobre o futuro de um dos principais eventos da história do automobilismo mundial.

## Circuitos utilizados
| Circuito em ordem cronológica | Anos                    |
| ----------------------------- | ----------------------- |
| Brooklands                    | 1926–1927               |
| Silverstone                   | 1948–1954               |
| Aintree e Silverstone         | 1955–1960 (revezamento) |
| Aintree                       | 1961–1962               |
| Silverstone e Brands Hatch    | 1963–1986 (revezamento) |
| Silverstone                   | 1987–presente           |

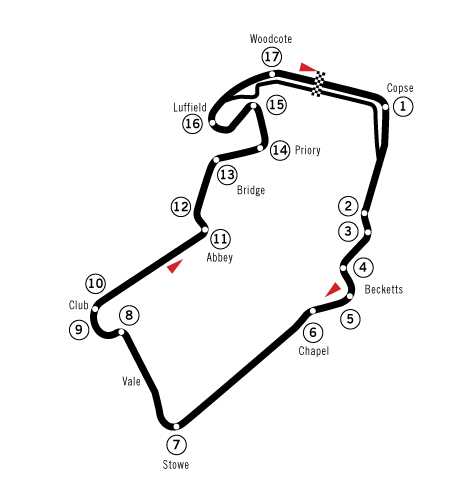
Silverstone (até 2009)
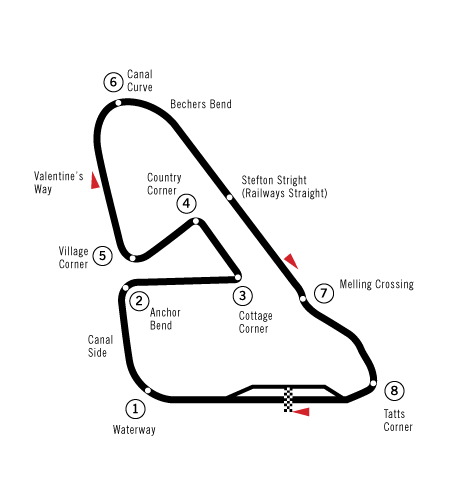
Aintree
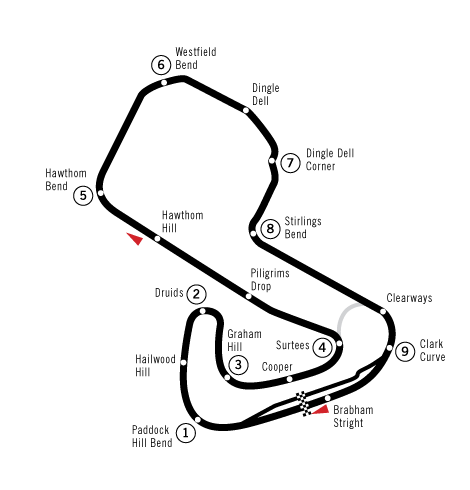
Brands Hatch

## Ganhadores do GP da Grã-Bretanha

### Vencedores por ano
O fundo verde indica que a prova fez parte do Campeonato Mundial de Construtores da AIACR.
O fundo rosa indica que a prova não fez parte do Campeonato Mundial de Fórmula 1.
| Ano                             | Piloto                       | Construtor                 | Local        | Resumo   |
| ------------------------------- | ---------------------------- | -------------------------- | ------------ | -------- |
| 1926                            | Louis Wagner Robert Sénéchal | Delage                     | Brooklands   | Detalhes |
| 1927                            | Robert Benoist               | Delage                     | Brooklands   | Detalhes |
| Não realizado entre 1928 e 1947 |                              |                            |              |          |
| 1948                            | Luigi Villoresi              | Maserati                   | Silverstone  | Detalhes |
| 1949                            | Emmanuel de Graffenried      | Maserati                   | Silverstone  | Detalhes |
| 1950                            | Giuseppe Farina              | Alfa Romeo                 | Silverstone  | Detalhes |
| 1951                            | José Froilán González        | Ferrari                    | Silverstone  | Detalhes |
| 1952                            | Alberto Ascari               | Ferrari                    | Silverstone  | Detalhes |
| 1953                            | Alberto Ascari               | Ferrari                    | Silverstone  | Detalhes |
| 1954                            | José Froilán González        | Ferrari                    | Silverstone  | Detalhes |
| 1955                            | Stirling Moss                | Mercedes                   | Aintree      | Detalhes |
| 1956                            | Juan-Manuel Fangio           | Ferrari                    | Silverstone  | Detalhes |
| 1957                            | Stirling Moss Tony Brooks    | Vanwall                    | Aintree      | Detalhes |
| 1958                            | Peter Collins                | Ferrari                    | Silverstone  | Detalhes |
| 1959                            | Jack Brabham                 | Cooper-Climax              | Aintree      | Detalhes |
| 1960                            | Jack Brabham                 | Cooper-Climax              | Silverstone  | Detalhes |
| 1961                            | Wolfgang von Trips           | Ferrari                    | Aintree      | Detalhes |
| 1962                            | Jim Clark                    | Team Lotus-Climax          | Aintree      | Detalhes |
| 1963                            | Jim Clark                    | Team Lotus-Climax          | Silverstone  | Detalhes |
| 1964                            | Jim Clark                    | Team Lotus-Climax          | Brands Hatch | Detalhes |
| 1965                            | Jim Clark                    | Team Lotus-Climax          | Silverstone  | Detalhes |
| 1966                            | Jack Brabham                 | Brabham-Repco              | Brands Hatch | Detalhes |
| 1967                            | Jim Clark                    | Team Lotus-Ford            | Silverstone  | Detalhes |
| 1968                            | Jo Siffert                   | Team Lotus-Ford            | Brands Hatch | Detalhes |
| 1969                            | Jackie Stewart               | Matra-Ford                 | Silverstone  | Detalhes |
| 1970                            | Jochen Rindt                 | Team Lotus-Ford            | Brands Hatch | Detalhes |
| 1971                            | Jackie Stewart               | Tyrrell-Ford               | Silverstone  | Detalhes |
| 1972                            | Emerson Fittipaldi           | Team Lotus-Ford            | Brands Hatch | Detalhes |
| 1973                            | Peter Revson                 | McLaren-Ford               | Silverstone  | Detalhes |
| 1974                            | Jody Scheckter               | Tyrrell-Ford               | Brands Hatch | Detalhes |
| 1975                            | Emerson Fittipaldi           | McLaren-Ford               | Silverstone  | Detalhes |
| 1976                            | Niki Lauda                   | Ferrari                    | Brands Hatch | Detalhes |
| 1977                            | James Hunt                   | McLaren-Ford               | Silverstone  | Detalhes |
| 1978                            | Carlos Reutemann             | Ferrari                    | Brands Hatch | Detalhes |
| 1979                            | Clay Regazzoni               | Williams-Ford              | Silverstone  | Detalhes |
| 1980                            | Alan Jones                   | Williams-Ford              | Brands Hatch | Detalhes |
| 1981                            | John Watson                  | McLaren-Ford               | Silverstone  | Detalhes |
| 1982                            | Niki Lauda                   | McLaren-Ford               | Brands Hatch | Detalhes |
| 1983                            | Alain Prost                  | Renault                    | Silverstone  | Detalhes |
| 1984                            | Niki Lauda                   | McLaren-TAG/Porsche        | Brands Hatch | Detalhes |
| 1985                            | Alain Prost                  | McLaren-TAG/Porsche        | Silverstone  | Detalhes |
| 1986                            | Nigel Mansell                | Williams-Honda             | Brands Hatch | Detalhes |
| 1987                            | Nigel Mansell                | Williams-Honda             | Silverstone  | Detalhes |
| 1988                            | Ayrton Senna                 | McLaren-Honda              | Silverstone  | Detalhes |
| 1989                            | Alain Prost                  | McLaren-Honda              | Silverstone  | Detalhes |
| 1990                            | Alain Prost                  | Ferrari                    | Silverstone  | Detalhes |
| 1991                            | Nigel Mansell                | Williams-Renault           | Silverstone  | Detalhes |
| 1992                            | Nigel Mansell                | Williams-Renault           | Silverstone  | Detalhes |
| 1993                            | Alain Prost                  | Williams-Renault           | Silverstone  | Detalhes |
| 1994                            | Damon Hill                   | Williams-Renault           | Silverstone  | Detalhes |
| 1995                            | Johnny Herbert               | Benetton-Renault           | Silverstone  | Detalhes |
| 1996                            | Jacques Villeneuve           | Williams-Renault           | Silverstone  | Detalhes |
| 1997                            | Jacques Villeneuve           | Williams-Renault           | Silverstone  | Detalhes |
| 1998                            | Michael Schumacher           | Ferrari                    | Silverstone  | Detalhes |
| 1999                            | David Coulthard              | McLaren-Mercedes           | Silverstone  | Detalhes |
| 2000                            | David Coulthard              | McLaren-Mercedes           | Silverstone  | Detalhes |
| 2001                            | Mika Häkkinen                | McLaren-Mercedes           | Silverstone  | Detalhes |
| 2002                            | Michael Schumacher           | Ferrari                    | Silverstone  | Detalhes |
| 2003                            | Rubens Barrichello           | Ferrari                    | Silverstone  | Detalhes |
| 2004                            | Michael Schumacher           | Ferrari                    | Silverstone  | Detalhes |
| 2005                            | Juan Pablo Montoya           | McLaren-Mercedes           | Silverstone  | Detalhes |
| 2006                            | Fernando Alonso              | Renault                    | Silverstone  | Detalhes |
| 2007                            | Kimi Räikkönen               | Ferrari                    | Silverstone  | Detalhes |
| 2008                            | Lewis Hamilton               | McLaren-Mercedes           | Silverstone  | Detalhes |
| 2009                            | Sebastian Vettel             | Red Bull Racing-Renault    | Silverstone  | Detalhes |
| 2010                            | Mark Webber                  | Red Bull Racing-Renault    | Silverstone  | Detalhes |
| 2011                            | Fernando Alonso              | Ferrari                    | Silverstone  | Detalhes |
| 2012                            | Mark Webber                  | Red Bull Racing-Renault    | Silverstone  | Detalhes |
| 2013                            | Nico Rosberg                 | Mercedes                   | Silverstone  | Detalhes |
| 2014                            | Lewis Hamilton               | Mercedes                   | Silverstone  | Detalhes |
| 2015                            | Lewis Hamilton               | Mercedes                   | Silverstone  | Detalhes |
| 2016                            | Lewis Hamilton               | Mercedes                   | Silverstone  | Detalhes |
| 2017                            | Lewis Hamilton               | Mercedes                   | Silverstone  | Detalhes |
| 2018                            | Sebastian Vettel             | Ferrari                    | Silverstone  | Detalhes |
| 2019                            | Lewis Hamilton               | Mercedes                   | Silverstone  | Detalhes |
| 2020                            | Lewis Hamilton               | Mercedes                   | Silverstone  | Detalhes |
| 2021                            | Lewis Hamilton               | Mercedes                   | Silverstone  | Detalhes |
| 2022                            | Carlos Sainz Jr.             | Ferrari                    | Silverstone  | Detalhes |
| 2023                            | Max Verstappen               | Red Bull Racing-Honda RBPT | Silverstone  | Detalhes |
| 2024                            | Lewis Hamilton               | Mercedes                   | Silverstone  | Detalhes |
| 2025                            | Lando Norris                 | McLaren-Mercedes           | Silverstone  | Detalhes |
| Fonte:                          |                              |                            |              |          |

### Vitórias por piloto
| Total  | Piloto                  | Vitórias                                             |
| ------ | ----------------------- | ---------------------------------------------------- |
| 9      | Lewis Hamilton          | 2008, 2014, 2015, 2016, 2017, 2019, 2020, 2021, 2024 |
| 5      | Jim Clark               | 1962, 1963, 1964, 1965, 1967                         |
| 5      | Alain Prost             | 1983, 1985, 1989, 1990, 1993                         |
| 4      | Nigel Mansell           | 1986, 1987, 1991, 1992                               |
| 3      | Jack Brabham            | 1959, 1960, 1966                                     |
| 3      | Niki Lauda              | 1976, 1982, 1984                                     |
| 3      | Michael Schumacher      | 1998, 2002, 2004                                     |
| 2      | José Froilán González   | 1951, 1954                                           |
| 2      | Alberto Ascari          | 1952, 1953                                           |
| 2      | Stirling Moss           | 1955, 1957                                           |
| 2      | Jackie Stewart          | 1969, 1971                                           |
| 2      | Emerson Fittipaldi      | 1972, 1975                                           |
| 2      | Jacques Villeneuve      | 1996, 1997                                           |
| 2      | David Coulthard         | 1999, 2000                                           |
| 2      | Fernando Alonso         | 2006, 2011                                           |
| 2      | Mark Webber             | 2010, 2012                                           |
| 2      | Sebastian Vettel        | 2009, 2018                                           |
| 1      | Louis Wagner            | 1926                                                 |
| 1      | Robert Sénéchal         | 1926                                                 |
| 1      | Robert Benoist          | 1927                                                 |
| 1      | Luigi Villoresi         | 1948                                                 |
| 1      | Emmanuel de Graffenried | 1949                                                 |
| 1      | Giuseppe Farina         | 1950                                                 |
| 1      | Juan Manuel Fangio      | 1956                                                 |
| 1      | Tony Brooks             | 1957                                                 |
| 1      | Peter Collins           | 1958                                                 |
| 1      | Wolfgang Von Trips      | 1961                                                 |
| 1      | Jo Siffert              | 1968                                                 |
| 1      | Jochen Rindt            | 1970                                                 |
| 1      | Peter Revson            | 1973                                                 |
| 1      | Jody Scheckter          | 1974                                                 |
| 1      | James Hunt              | 1977                                                 |
| 1      | Carlos Reutemann        | 1978                                                 |
| 1      | Clay Regazzoni          | 1979                                                 |
| 1      | Alan Jones              | 1980                                                 |
| 1      | John Watson             | 1981                                                 |
| 1      | Ayrton Senna            | 1988                                                 |
| 1      | Damon Hill              | 1994                                                 |
| 1      | Johnny Herbert          | 1995                                                 |
| 1      | Mika Hakkinen           | 2001                                                 |
| 1      | Rubens Barrichello      | 2003                                                 |
| 1      | Juan Pablo Montoya      | 2005                                                 |
| 1      | Kimi Raikkonen          | 2007                                                 |
| 1      | Nico Rosberg            | 2013                                                 |
| 1      | Carlos Sainz Jr.        | 2022                                                 |
| 1      | Max Verstappen          | 2023                                                 |
| 1      | Lando Norris            | 2025                                                 |
| Fonte: |                         |                                                      |

### Vitórias por equipe
| Total  | Equipe          | Vitórias                                                                                                   |
| ------ | --------------- | --- |
| 18     | Ferrari         | 1951, 1952, 1953, 1954, 1956, 1958, 1961, 1976, 1978, 1990, 1998, 2002, 2003, 2004, 2007, 2011, 2018, 2022 |
| 15     | McLaren         | 1973, 1975, 1977, 1981, 1982, 1984, 1985, 1988, 1989, 1999, 2000, 2001, 2005, 2008, 2025                   |
| 10     | Williams        | 1979, 1980, 1986, 1987, 1991, 1992, 1993, 1994, 1996, 1997                                                 |
| 10     | Mercedes        | 1955, 2013, 2014, 2015, 2016, 2017, 2019, 2020, 2021, 2024                                                 |
| 8      | Team Lotus      | 1962, 1963, 1964, 1965, 1967, 1968, 1970, 1972                                                             |
| 4      | Red Bull Racing | 2009, 2010, 2012, 2023                                                                                     |
| 2      | Delage          | 1926, 1927                                                                                                 |
| 2      | Maserati        | 1948, 1949                                                                                                 |
| 2      | Cooper          | 1959, 1960                                                                                                 |
| 2      | Tyrrell         | 1971, 1974                                                                                                 |
| 2      | Renault         | 1983, 2006                                                                                                 |
| 1      | Alfa Romeo      | 1950 |
| 1      | Vanwall         | 1957 |
| 1      | Brabham         | 1966 |
| 1      | Matra           | 1969 |
| 1      | Benetton        | 1995 |
| Fonte: |                 | |

### Vitórias por país
| Total  | País           | Vitórias |
| ------ | -------------- | --- |
| 30     | Reino Unido    | 1955, 1957, 1958, 1962, 1963, 1964, 1965, 1967, 1969, 1971, 1977, 1981, 1986, 1987, 1991, 1992, 1994, 1995, 1999, 2000, 2008, 2014, 2015, 2016, 2017, 2019, 2020, 2021, 2024, 2025 |
| 7      | França         | 1926, 1927, 1983, 1985, 1989, 1990, 1993 |
| 7      | Alemanha       | 1961, 1998, 2002, 2004, 2009, 2013, 2018 |
| 6      | Austrália      | 1959, 1960, 1966, 1980, 2010, 2012 |
| 4      | Itália         | 1948, 1950, 1952, 1953 |
| 4      | Argentina      | 1951, 1954, 1956, 1978 |
| 4      | Áustria        | 1970, 1976, 1982, 1984 |
| 4      | Brasil         | 1972, 1975, 1988, 2003 |
| 3      | Suíça          | 1949, 1968, 1979 |
| 3      | Espanha        | 2006, 2011, 2022 |
| 2      | Canadá         | 1996, 1997 |
| 2      | Finlândia      | 2001, 2007 |
| 1      | Estados Unidos | 1973 |
| 1      | África do Sul  | 1974 |
| 1      | Colômbia       | 2005 |
| 1      | Países Baixos  | 2023 |
| Fonte: |                | |

### Recordes de pista
|                       |               |                   |          |           |      |
| Silverstone           | País/Piloto   | Chassi/Motor      | Tempo    | Extensão  | Ano  |
| Pole position         | Keke Rosberg  | Williams-Honda    | 1:05.591 | 4.719 km1 | 1985 |
| Melhor volta na prova | Nigel Mansell | Williams-Honda    | 1:09.832 | 4.780 km1 | 1987 |
|                       |               |                   |          |           |      |
| Brands Hatch          | País/Piloto   | Chassi/Motor      | Tempo    | Extensão  | Ano  |
| Pole position         | Nelson Piquet | Williams-Honda    | 1:06.961 | 4.207 km  | 1986 |
| Melhor volta na prova | Nigel Mansell | Williams-Honda    | 1:09.593 | 4.207 km  | 1986 |
|                       |               |                   |          |           |      |
| Aintree               | País/Piloto   | Chassi/Motor      | Tempo    | Extensão  | Ano  |
| Pole position         | Jim Clark     | Team Lotus-Climax | 1:53.6   | 4.828 km  | 1962 |
| Melhor volta na prova | Jim Clark     | Team Lotus-Climax | 1:55.0   | 4.828 km  | 1962 |

↑1  Traçado antigo
↑2  Foi acrescentado 10 segundos.